# 查普曼大學
查普曼大學（英語：Chapman University）是位於美國加利福尼亞州橙市的一所私立大學，創立於1861年，原稱“Hesperian College”，同年3月4日正式開課。 1934年改名查普曼學院，其名是為了紀念當時的校董主席查理斯·C·查普曼（C.C. Chapman）。1954年搬至現址，1991年改現名，它是橙縣內最大的私立大學。

## 排名
2024年美國新聞與世界報道 將查普曼大學排在國家級大學的排名內，排名第121名，2025年富比士 將查普曼大學排在頂尖大學的排名內，排名第200名。

## 外部連結

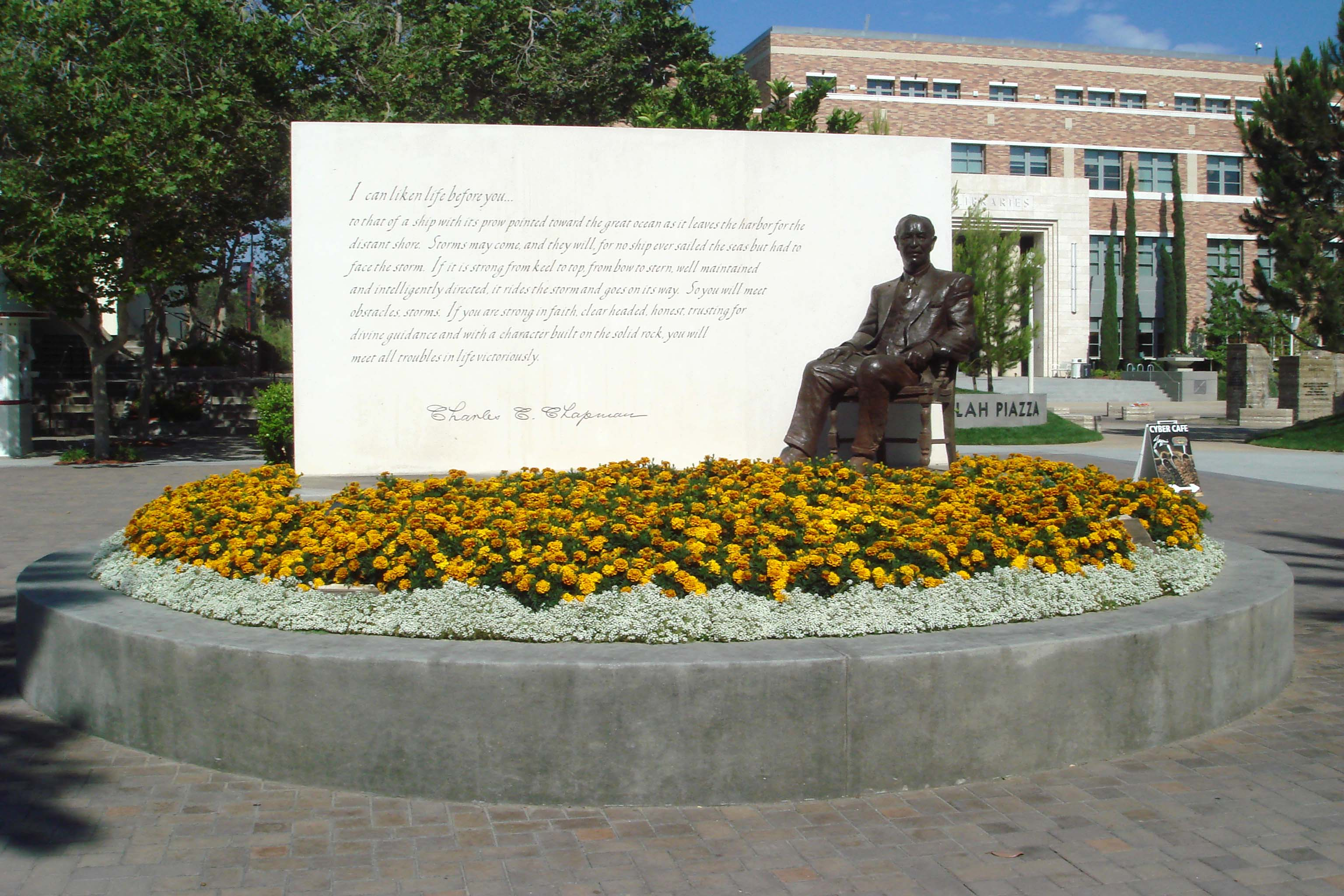
查理斯·C·查普曼像

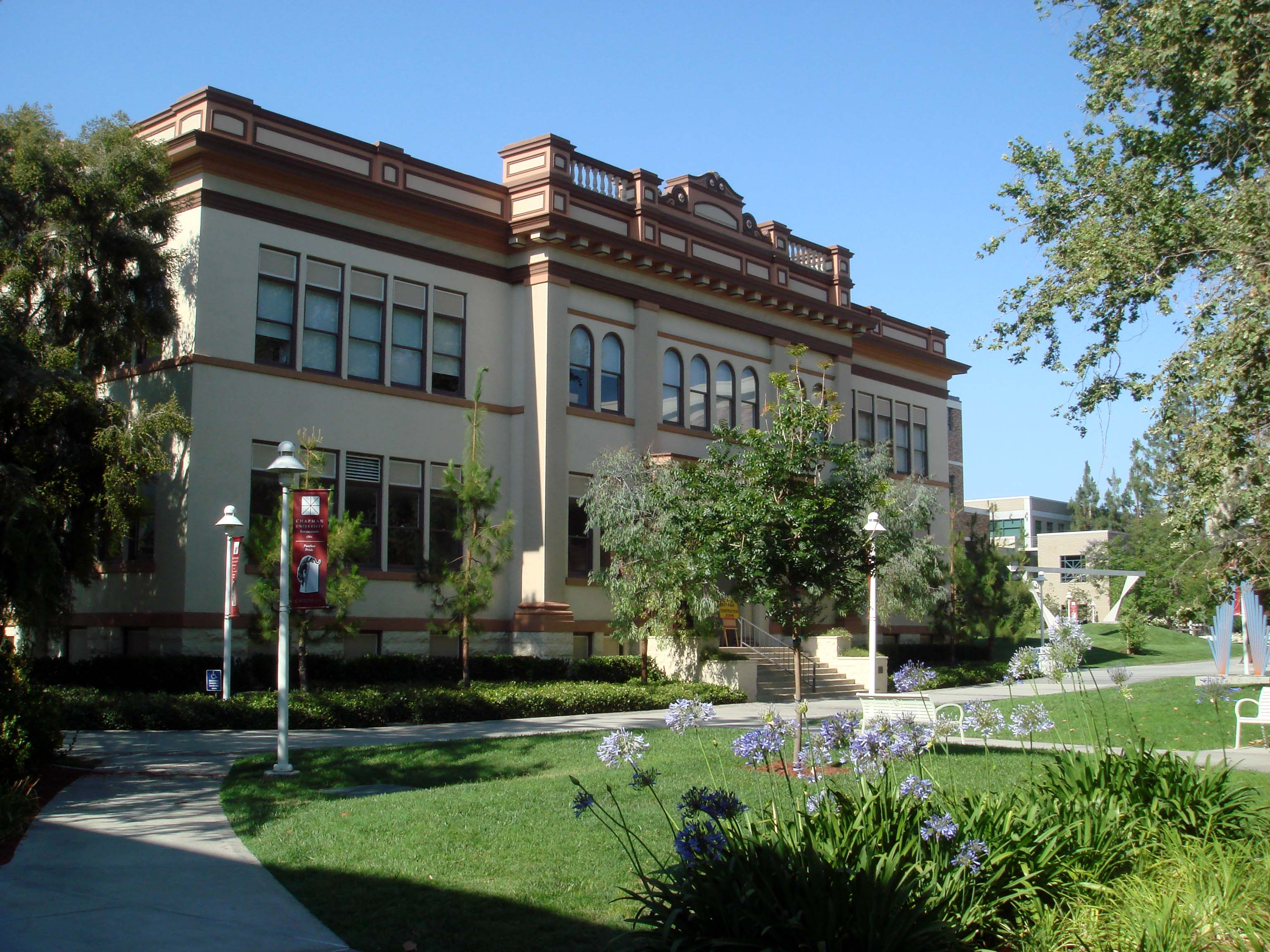
大學建築“Wilkinson Hall”

- Chapman University official website （页面存档备份，存于）